# Chikkankanahalli, Maddur
Chikkankanahalli là một làng thuộc tehsil Maddur, huyện Mandya, bang Karnataka, Ấn Độ.